# Умёт (Волгоградская область)
Умёт — село в Камышинском районе Волгоградской области, административный центр Умётовского сельского поселения. Основано как немецкая колония Розенберг (нем. Rosenberg) в 1833 году.
Население — 1248 чел. (2010)

## Название
Немецкое название — Розенберг (нем. Rosenberg — «гора роз») колония получила от «розовых кустов», росших на горе, при которой располагалось селение. Второе название Умёт означает хутор.

## История
В 1833 году 19 семей из разных колоний самовольно поселились на отведенной колонистам нагорной стороны по Астраханскому тракту Камышинской градской земле, на Умёте, рядом с почтовой станцией Позорской. В 1849 году при разрешении поселений были зачислены во вновь образованную колонию Розенберг. Согласно другим источникам посёлок был основан в начале 1820-х годов несколькими колонистами из Усть-Кулалинского округа. В 1852 году сюда стали переселяться колонисты из селений: Лесного Карамыша, Голого Карамыша, Костышей, Верхней Добринки, Щербаковки, Водяного Буерака, Верхней Кулалинки и Усть-Кулалинки.
В 1859 году в селе был образован Розенбергский лютеранский приход. Деревянная церковь построена в 1858 году. Часть жителей составляли реформаты и баптисты.
В 1857 году земли 4711 десятин, в 1920 году — 8237 десятин. В селе имелись ветряная мельница, маслобойня, железоделательное производство, лавки, врачебный и ветеринарный пункты, земская почтовая станция. В 1877 году открыта частная школа.
В голод 1921 года родились 72 человек, умерли — 146. В 1926 году — сельсовет, кооперативная лавка, сельскохозяйственное кредитное товарищество, действовали 2 артели, начальная школа, библиотека. В 1928 году селу Умёт официально возвращено название Розенберг. В годы коллективизации организован колхоз «Штерн дер Бергзайте» («Новая Звезда»). По другим данным — колхозы «17 Партайтаг», «Ленинфельд». В середине 1930-х гг. в селе была организована Розенбергская МТС.
В сентябре 1941 года немецкое население было депортировано.

## География
Село находится в лесостепи, в пределах Приволжской возвышенности, являющейся частью Восточно-Европейской равнины, на реке Иловля. Почвы: в пойме Иловли — пойменные засолённые, на береговых террасах — каштановые почвы. Средняя высота над уровнем моря — 109 метров.
По автомобильным дорогам расстояние до районного центра города Камышин — 30 км, до областного центра города Волгоград — 220 км, до города Саратов — 170 км. Железнодорожная станция Умёт-Камышинский железнодорожной ветки Саратов-Иловля Волгоградского региона Приволжской железной дороги.
Климат
Климат умеренный континентальный (согласно классификации климатов Кёппена — Dfa). Многолетняя норма осадков — 399 мм. Наибольшее количество осадков выпадает в июле — 40 мм, наименьшее в марте — 22 мм. Среднегодовая температура положительная и составляет + 6,8 С, средняя температура самого холодного месяца января −9,7 С, самого жаркого месяца июля +22,7 С.
Часовой пояс
Умёт, как и вся Волгоградская область, находится в часовой зоне МСК (московское время). Смещение применяемого времени относительно UTC составляет +3:00.

## Население
| 2002 |
| ---- |
| 1296 |

| 1859  | 1886  | 1897  | 1904  | 1911  | 1920  | 1922  |
| ----- | ----- | ----- | ----- | ----- | ----- | ----- |
| 808   | ↗1173 | ↗1385 | ↘1363 | ↗1434 | ↗1871 | ↘1667 |
| 1923  | 1926  | 1931  | 2010  |       |       |       |
| ↗1703 | ↘1676 | ↗2015 | ↘1248 |       |       |       |

### Известные жители
- Горст, Август Георгиевич (1889—1981) — комбриг; химик; заслуженный деятель науки и техники РСФСР.